# Böhmes Gecko
Böhmes Gecko (Tarentola boehmei) ist eine Echse aus der Unterordnung der Geckoartigen.

## Merkmale
Die Männchen erreichen eine Kopf-Rumpf-Länge von 81,5 mm, die Weibchen von 73 mm. Im Vergleich mit Tarentola deserti ist die Art kleiner, hat auf dem Rücken viel schwächer ausgeprägte Tuberkel und Nasenloch und Rostrale berühren sich. Tarentola boehmei weist höhere Schuppenwerte als Tarentola mauritanica auf. Um die Körpermitte befinden sich 133 bis 177 Schuppen. Unter der ersten Zehe befinden sich 13 bis 15, unter der vierten 16 bis 18 und unter der fünften 21 bis 23 Schuppen und Lamellen. Die Haut wirkt durchscheinend rosa oder gelblich. Das Schwanzregenerat ist rosafarben und weist eine rankenförmige Marmorierung auf.

## Verbreitung und Lebensraum
Die Art kommt im Südwesten Marokkos, im äußersten Norden der Westlichen Sahara und möglicherweise in Algerien vor. Ihr Lebensraum ist felsiges Gelände, Böhmes Gecko besiedelt aber auch bebaute Gebiete. Sie lebt in Felsen und niedrigen Mauern, Ruinen, Dörfern und Städten.

## Systematik
Tarentola boehmei wurde 1984 von Joger erstbeschrieben. Die Art ist nach dem deutschen Herpetologen Wolfgang Böhme benannt, der als Erster ihre Eigenständigkeit erkannte. Innerhalb der Gattung Tarentola wird sie in die Untergattung Tarentola gestellt.